# 伊百五十六型潜水艦
| 伊156型潜水艦（海大3型b）   | 伊156型潜水艦（海大3型b）                                                                                           |
| --------------------------- | --- |
| 伊号第五十六潜水艦          | |
| 画像は初代伊56（後の伊156） | |
| 艦級概観                    | |
| 艦種                        | 一等潜水艦 |
| 艦名                        | |
| 前級                        | 伊百五十三型潜水艦（海大3型a）                                                                                      |
| 次級                        | 伊百六十二型潜水艦（海大4型）                                                                                       |
| 性能諸元                    | |
| 排水量                      | 基準：1,635トン 常備：1,800トン 水中：2,300トン                                                                     |
| 全長                        | 101.00m |
| 全幅                        | 7.90m |
| 吃水                        | 4.90m |
| 機関                        | ズルツァー式3号ディーゼル2基2軸 水上：6,800馬力 水中：1,800馬力                                                     |
| 速力                        | 水上：20.0kt 水中：8.0kt                                                                                            |
| 航続距離                    | 水上：10ktで10,000海里 水中：3ktで60海里                                                                            |
| 燃料                        | 重油：230t |
| 乗員                        | 63名 |
| 兵装                        | 40口径十一年式12cm単装砲1門 留式7.7mm機銃1挺 53cm魚雷発射管 艦首6門、艦尾2門 六年式魚雷16本 Kチューブ（水中聴音機） |
| 備考                        | 安全潜航深度：60m                                                                                                   |

伊百五十六型潜水艦（いひゃくごじゅうろくがたせんすいかん）は、大日本帝国海軍の潜水艦の艦級。海大III型b（かいおおさんがたビー）とも。全部で5隻が建造され、1隻が戦前に事故で沈没、1隻が戦没、残り3隻は戦後に海没処分された。

## 概要
本型（海大3型b）は巡潜型の設計を取り入れ、前型（海大3型a）と比べ艦首の形状を鋭角とし、凌波性を改善した。このため全長がわずかに（約40cm）長くなった。また、艦橋や艦尾の形状にも若干の改良が加えられている。それ以外の兵装や性能はほとんど前型と同じである。ただ設計が米英のフィート・ポンド法から独のメートル法に切り替えられたと言われる。
海大3型aと同じく1923年（大正12年）度の計画により建造され、昭和3年（1928年）から昭和5（1930年）にかけて5隻竣工した。計画番号S27。

## 戦歴
伊63は開戦前に事故で沈没したため戦歴は無い。太平洋戦争の初期に通商破壊を行い、その中で伊60が戦没した。残った3隻は1942年（昭和17年）6月のミッドウェー海戦に参加後、呉で練習潜水艦となった。伊156,157は1943年（昭和18年）6月にアリューシャン作戦でキスカ島への輸送任務に参加した。それ以外は終戦まで練習潜水艦として使用され、戦後海没処分となった。

## 同型艦
1942年（昭和17年）5月20日に改称、艦番に100を加えた。
- 伊号第百五十六潜水艦 ← 伊号第五十六潜水艦 [I] から改称
  - 1929年（昭和4年）3月31日竣工（呉海軍工廠）。1946年（昭和21年）4月1日 五島列島沖で海没処分。
- 伊号第百五十七潜水艦 ← 伊号第五十七潜水艦から改称
  - 1929年（昭和4年）12月24日竣工（呉海軍工廠）。1946年（昭和21年）4月1日 五島列島沖で海没処分。
- 伊号第百五十九潜水艦 ← 伊号第五十九潜水艦から改称
  - 1930年（昭和5年）3月31日竣工（横須賀海軍工廠）。1946年（昭和21年）4月1日 五島列島沖で海没処分。
- 伊号第六十潜水艦
  - 1929年（昭和4年）12月24日竣工（佐世保海軍工廠）。1942年（昭和17年）1月17日 英駆逐艦と交戦し沈没（スンダ海峡）。
- 伊号第六十三潜水艦
  - 1928年（昭和3年）12月20日竣工（佐世保海軍工廠）。1939年（昭和14年）2月2日 伊60と衝突沈没（豊後水道）。

## 潜水隊の変遷

### 第十九潜水隊
呉鎮守府籍の伊56・伊57と海大3型aの伊58で編成。3隻とも太平洋戦争に参加し、マレー作戦に参加した後、主にインド洋で活動。昭和17年7月10日からは主に練習隊として活動した。昭和20年4月20日に解隊された。
1929年(昭和4年)4月1日：伊56、伊58で編成。第19潜水隊司令熊岡譲大佐。呉鎮守府部隊。
1929年(昭和4年)12月1日：第二艦隊第2潜水戦隊。
1929年(昭和4年)12月24日：竣工した伊57を編入。編成完結。
1930年(昭和5年)11月15日：伊57が予備艦となる。
1930年(昭和5年)12月1日：第19潜水隊司令鋤柄玉造中佐。呉鎮守府部隊。
1931年(昭和6年)10月15日：鋤柄司令離任。
1932年(昭和7年)6月1日：伊57、伊58が予備艦となる。
1932年(昭和7年)12月1日：第19潜水隊司令高塚省吾中佐。第二艦隊第2潜水戦隊。
1933年(昭和8年)11月1日：伊58が予備艦となる。
1933年(昭和8年)11月15日：第19潜水隊司令醍醐忠重中佐。
1934年(昭和9年)10月22日：伊57が予備艦となる。
1934年(昭和9年)11月15日：醍醐司令離任。呉鎮守府部隊。
1935年(昭和10年)11月15日：第19潜水隊司令石崎昇中佐。第一艦隊第1潜水戦隊。
1936年(昭和11年)7月31日：伊58、座礁事故による損傷修理のため予備艦となる。
1936年(昭和11年)12月1日：第19潜水隊司令鍋島俊策中佐。呉鎮守府部隊。
1937年(昭和12年)11月15日：第19潜水隊司令駒沢克己中佐。
1938年(昭和13年)12月15日：第19潜水隊司令篠田清彦中佐。伊57が予備艦となる。
1939年(昭和14年)11月15日：第19潜水隊司令中岡信喜大佐。第一艦隊第1潜水戦隊。
1940年(昭和15年)10月19日：第19潜水隊司令小田為清中佐。
1940年(昭和15年)11月15日：連合艦隊第4潜水戦隊。
1941年(昭和16年)10月20日：第19潜水隊司令太田信之輔大佐。
1942年(昭和17年)3月10日：連合艦隊第5潜水戦隊。
1942年(昭和17年)4月10日：解隊された第28潜水隊より伊59を編入。
1942年(昭和17年)5月7日：第19潜水隊司令小野良二郎中佐。
1942年(昭和17年)7月10日：呉鎮守府部隊。
1942年(昭和17年)7月14日：第19潜水隊司令浜野元一中佐。
1942年(昭和17年)7月31日：第19潜水隊司令西野耕三中佐。
1943年(昭和18年)2月20日：（兼）第19潜水隊司令栢原保親中佐。
1944年(昭和19年)1月31日：第19潜水隊司令浜野元一大佐。解隊された第18潜水隊より伊121、伊122、伊155を編入。
1944年(昭和19年)7月20日：第19潜水隊司令藤本伝大佐。
1944年(昭和19年)12月15日：呉防備戦隊より伊162を、第8潜水戦隊より伊165をそれぞれ編入。
1945年(昭和20年)2月25日：第19潜水隊司令小泉麒一大佐。
1945年(昭和20年)4月1日：伊156、伊162、伊165は第34潜水隊に転出。
1945年(昭和20年)4月20日：解隊。伊157、伊158、伊159は第34潜水隊に、伊121、伊122、伊155は第33潜水隊に編入。第33潜水隊については第33潜水隊の項で、第34潜水隊については第34潜水隊の項で記述する。

### 第二十八潜水隊
呉鎮守府籍の伊59、佐世保鎮守府籍の伊60・伊63で編成。昭和14年2月2日に伊63が事故により失われ、残った2隻は太平洋戦争に参加し、マレー作戦に参加した後、主にインド洋で活動したが、昭和17年1月17日に伊60が戦没し、司令官が戦死したことにより4月10日に解隊された。
1929年(昭和4年)12月24日：伊60、伊63で編成。佐世保鎮守府部隊。
1930年(昭和5年)3月31日：竣工した伊59を編入。
1930年(昭和5年)11月15日：第28潜水隊司令渡部徳四郎中佐。第二艦隊第2潜水戦隊。
1931年(昭和6年)11月2日：第28潜水隊司令福田良三中佐。
1932年(昭和6年)12月1日：第一艦隊第1潜水戦隊。
1933年(昭和8年)11月15日：福田司令離任。伊59が予備艦となる。佐世保防備隊。
1933年(昭和8年)12月1日：佐世保警備戦隊。
1934年(昭和9年)11月15日：第28潜水隊司令道野清中佐。
1935年(昭和10年)11月15日：第一艦隊第1潜水戦隊。
1936年(昭和11年)12月1日：第28潜水隊司令駒沢克己中佐。伊63が予備艦となる。佐世保防備戦隊。
1937年(昭和12年)11月15日：第28潜水隊司令伊藤尉太郎中佐。第二艦隊第2潜水戦隊。
1938年(昭和13年)11月15日：第28潜水隊司令舟木重利中佐。
1938年(昭和13年)12月1日：第一艦隊第1潜水戦隊。
1939年(昭和14年)2月2日：豊後水道で伊63事故沈没。1940年(昭和15年)6月1日除籍。
1939年(昭和14年)3月11日：第28潜水隊司令中岡信喜中佐。
1939年(昭和14年)11月15日：第28潜水隊司令貴島盛次中佐。
1940年(昭和15年)11月15日：連合艦隊第5潜水戦隊。
1941年(昭和16年)6月2日：伊59が予備艦となる。
1941年(昭和16年)8月11日：第28潜水隊司令加藤行雄中佐。
1942年(昭和17年)1月17日：クラカタウ島北北西沖で伊60戦没(加藤司令戦死)。
1942年(昭和17年)3月10日：解隊された第29潜水隊より伊62を編入。伊60(書類上在籍)が第四予備艦となり第28潜水隊から除かれる。3月15日伊60除籍。
1942年(昭和17年)4月10日：解隊。伊59は第19潜水隊に、伊62は第30潜水隊に編入。第19潜水隊については上記第19潜水隊の項で、第30潜水隊については第30潜水隊の項で記述する。